# The Island (Arkansas)
The Island im US- Bundesstaat Arkansas ist eine Insel zwischen dem Petit Jean River und einem „Little Petit Jean River“ genannten Nebenarm westlich von Danville, Arkansas.
Die Insel liegt im Yell County im westlichen Teil des Staates Arkansas, 27 km flussabwärts vom Blue Mountain Lake, 7,5 km westsüdwestlich der Stadt Danville. Sie hat in Nordwest-Südost-Richtung eine Länge von etwa 1600 m und in Nordost-Südwest-Richtung eine Breite von etwa 1000 m, bei einer Gesamtfläche von 55 Hektar.
 
Die Insel ist unbewohnt und aufgelockert mit Buschwerk und Bäumen besetzt, ihr höchster Punkt liegt auf 106 m. Die Insel wird im Süden durch den Wasserlauf des stark mäandrierenden „Petit Jean River“ begrenzt, von dem der „Little Petit Jean River“ im Westen der Insel abzweigt, die Insel im Norden komplett umschließt und sich im Südosten wieder mit dem „Petit Jean River“ vereinigt. Die Insel wird in Teilen als Weide- und Ackerland genutzt. In dem südlich an die Insel anschließenden Bereich befindet sich ein landwirtschaftlicher Betrieb mit verschiedenen dezentral angeordneten 100 Meter langen Scheunen, die vermutlich der Geflügelzucht dienen, da die Region Danville vor allem von der Geflügelzucht und Geflügelweiterverarbeitung lebt. 
Der „Petit Jean River“ fließt unterhalb von „The Island“ weiter 94 km in südöstlicher Richtung und mündet 30 km unterhalb von Russellville in den Arkansas River.